# Hotelklassifikation in Deutschland
Die Hotelklassifizierung in Deutschland ist freiwillig (da kostenpflichtig für das Hotel), wird auf einer Skala von einem bis fünf Hotelsterne vergeben und ist drei Jahre gültig.
Seit dem 1. Januar 2010 gilt das einheitliche Hotelklassifizierungssystem der Hotelstars Union für Deutschland. Weitere europäische Staaten und Verbände sind an dem System beteiligt.

## Hotelklassifikation
| Sterne                                                        | Bezeichnung        |
| ------------------------------------------------------------- | ------------------ |
| {\displaystyle \bigstar }                                     | Einfache Ansprüche |
| {\displaystyle \bigstar \bigstar }                            | Mittlere Ansprüche |
| {\displaystyle \bigstar \bigstar \bigstar }                   | Gehobene Ansprüche |
| {\displaystyle \bigstar \bigstar \bigstar \bigstar }          | Hohe Ansprüche     |
| {\displaystyle \bigstar \bigstar \bigstar \bigstar \bigstar } | Höchste Ansprüche  |

Die Hotelklassifizierung in Deutschland ist privatwirtschaftlich organisiert – im Gegensatz zu anderen Ländern, in denen eine staatliche Tourismusbehörde eine Festlegung trifft. Im Markt durchgesetzt haben sich die Regelungen des Deutschen Hotel- und Gaststättenverbandes (DEHOGA). Verglichen mit den Hotelklassifizierungen anderer Staaten außerhalb des Systems der Hotelstars Union, setzt das deutsche System relativ hohe Maßstäbe. Das System mit fünf Sternen und Superior wurde 1996 eingeführt und 1999 sowie 2005 aktualisiert. Bei der Aktualisierung 2010 wurde das europaweite System der Hotelstars Union übernommen, welches die Hotelklassifizierung in heute 21 europäischen Staaten harmonisiert.
Da auch die Klassifizierung der Hotelstars Union nicht verpflichtend ist, finden sich zahlreiche Hotels in Deutschland, die mit Sternen werben, die nicht über den DEHOGA vergeben wurden. 2012 wurde darauf hingewiesen, dass  dieser willkürlichen Eigenvergabe von Sternen nicht konsequent entgegengearbeitet wird. Nach weiteren Berichten wandte sich die DEHOGA an die Zentrale zur Bekämpfung unlauteren Wettbewerbs, die 2016/2017 Abmahnungen erwirkte. Da einige Jahre später die Klassifizierung auf den internationalen Buchungsportalen im Internet weiter so verzeichnet waren, wurden ab 2019 auch Strafzahlungen fällig. Die Zuständigkeit der deutschen Zentrale zur Bekämpfung unlauteren Wettbewerbs wurde 2020 vor dem Landgericht Berlin bestätigt. Zusätzliche Maßnahmen wurden ergriffen. Davon war sicherlich die wichtigste, mithilfe des Bonner Datendienstleisters B2B Smart Data regelmäßig alle Homepages deutscher Hotels automatisiert und gerichtsfest im Hinblick auf unberechtigte Sternewerbung im Text, in Meta-Tags oder auf Bildern zu screenen. Bei dieser Vollerhebung werden in etwa 3 Prozent der Fälle wettbewerbsrechtliche Verstöße festgestellt. All diesen Fällen wird nachgegangen, Ursachenforschung betrieben. Das entsprechende Hotel wird auf den Verstoß aufmerksam gemacht und aufgefordert, sich entweder klassifizieren zu lassen oder die Sternewerbung einzustellen. Wird das wettbewerbswidrige Verhalten dennoch fortgesetzt, wird der Vorgang in aller Regel der Zentrale zur Bekämpfung unlauteren Wettbewerbs in Bad Homburg übergeben.
Der englischsprachige Zusatz „Superior“ ist für Betriebe, die die erforderlichen Punktezahlen ihrer Kategorie deutlich überschreiten.

## Mindestkriterien

Punktekriterium für die Sterneklassifizierung eines Hotels nach Vorgaben der DEHOGA

Zur Vergabe der Sterne der Deutschen Hotelklassifizierung gelten definierte Mindestvoraussetzungen. Es gilt das Prinzip: Je mehr Sterne, desto mehr Merkmale müssen vom Hotel beziehungsweise dem Beherbergungsbetrieb erfüllt sein. Dabei wird zwischen Mindestkriterien und fakultativen Merkmalen unterschieden. Die Mindestkriterien sind von jedem Betrieb für die jeweilige Kategorie zu erfüllen. Mit den fakultativen Kriterien hingegen können die Betriebe zusätzliche Punkte sammeln, sie sind nicht verpflichtend für eine Kategorie vorgeschrieben. Überschreitet ein Betrieb die vorgegebene Mindestpunktzahl für eine Kategorie deutlich, ohne jedoch die Mindestkriterien der nächsthöheren Kategorie zu erfüllen, so darf er den Zusatz „Superior“ führen.
Mit der Überarbeitung des Kriterienkataloges 2025–2030 wurden grundlegende Änderungen, insbesondere im Bereich der Öffnungszeiten von Rezeption und Gastronomie, eingeführt. Die neuen Kriterien kommen seit dem 1. Juli 2024 in Deutschland zur Anwendung. Neben neuen Öffnungszeiten, wurden alle Kriterien im Hinblick auf Digitalisierung und Nachhaltigkeit weiter nachgeschärft.

### Ein Stern: Unterkunft für einfache Ansprüche
Mindestvoraussetzungen:
- Alle Zimmer mit Dusche/WC oder Badewanne/WC[13]
- Tägliche Zimmerreinigung (mit Möglichkeit zum Abmelden)
- WLAN Internetzugang im öffentlichen Bereich und auf den Zimmern
- Tisch und Stuhl
- Seife oder Waschlotion & Shampoo
- Angebot von Hygieneartikeln auf Wunsch
- Empfangsdienst für 8 Stunden ODER 24 Stunden Selbst-Check-In & Selbst-Check-Out
- Badetücher
- Monitor mit Fernsehprogramm in für die Raumverhältnisse angemessener Größe mit Fernbedienung
- Angemessene Kleiderablage (offen oder mit Türen) mit ausreichender Anzahl an einheitlichen Kleiderbügeln
- Zustellbares Babybett auf Wunsch
- Internationale Ladegeräte & Ladekabel mit Adaptern
- Kontinentales Frühstück
- Allergenfreundliche Produkte beim Frühstück
- Getränkeangebot im Betrieb
- Depotmöglichkeit
- Bargeldlose Zahlung
- Zweisprachige Hotelwebsite

### Zwei Sterne: Unterkunft für mittlere Ansprüche
Mindestvoraussetzungen:
- Leselicht am Bett
- Hand- und Badetücher
- Nähzeug auf Wunsch

### Drei Sterne: Unterkunft für gehobene Ansprüche
Mindestvoraussetzungen:
- 10 Stunden physische Verfügbarkeit im Hotel ODER 8 Stunden physische Verfügbarkeit im Hotel, zusätzlich 24 Stunden Selbst-Check-in und -out[13]
- Zweisprachige Mitarbeiter
- Sitzgruppe im Empfangsbereich, Gepäckservice auf Wunsch – Gesicherte Gepäckaufbewahrung für Gäste
- Getränkeangebot auf dem Zimmer
- Dem Hotelgast zugängliches Gerät zur internen und externen Kommunikation auf Wunsch
- Weckservice
- Waschen und Bügeln der Gästewäsche
- Audio-/Multimedia-Unterhaltung
- Haartrockner, Papiergesichtstücher
- Ankleidespiegel, Kofferablage
- Nachttisch bzw. Ablagefläche am Bett
- Zusatzkissen und -decke auf Wunsch
- Frühstücksbüffet oder gleichwertige Frühstückskarte
- Systematischer Umgang mit Gästebeschwerden

### Vier Sterne: Unterkunft für hohe Ansprüche
Mindestvoraussetzungen:
- 14 Stunden besetzter Empfangsdienst, 24 Stunden über digitale Kommunikation oder Telefon physisch verfügbar[13]
- Lobby mit Sitzgelegenheiten und Getränkeservice, Hotelbar oder Lounge-Bereich
- Personell betreutes Frühstücksbüffet oder gleichwertige Frühstückskarte
- Minibar oder Maxibar oder 24-Stunden Selbstbedienungskiosk, oder 12 Stunden Getränke im Roomservice
- Bequeme Sitzgelegenheit (gepolsterter Sessel/Couch) mit Beistelltisch/Ablage
- Bademantel und Hausschuhe auf Wunsch
- Kosmetikartikel (z. B. Duschhaube, Nagelfeile, Wattestäbchen), Kosmetikspiegel, großzügige Ablagefläche im Bad
- Internationale Fernsehsender

### Fünf Sterne: Unterkunft für höchste Ansprüche
Mindestvoraussetzungen:
- 24 Stunden besetzter Empfangsdienst, 24 Stunden über digitale Kommunikation oder Telefon physisch erreichbar[13]
- Wagenmeisterservice
- Concierge-Shuttle-Dienst oder Limousinen-Service
- Gepäckservice
- Minibar und 24 Stunden Speisen und Getränke im Roomservice
- Frühstücksbüffet mit Bedienung oder Frühstückskarte im Roomservice
- Restaurant 7 Tage die Woche geöffnet
- Safe im Zimmer
- Bügelservice (innerhalb einer Stunde), Schuhputz- und Nähservice
- Abendlicher Service zum Aufdecken des Bettes (Turndown)[14]

## Verteilung der Hotels in den einzelnen Kategorien
Die Verteilung der Hotels in den Klassen ist in den einzelnen Ländern unterschiedlich. Die Hotels in den Stadtstaaten haben meist eine höhere Klasse als die Hotels der Flächenstaaten wie z. B. Bayern oder Brandenburg. Dies ist damit zu erklären, dass der Geschäftsverkehr und damit der geforderte Service in den Städten wesentlich höher ist.
| Land                   | 1 Stern | 2 Sterne | 3 Sterne | 4 Sterne | 5 Sterne | Gesamt  | Verteilung |
| ---------------------- | ------- | -------- | -------- | -------- | -------- | ------- | ---------- |
| Baden-Württemberg      | 5       | 27       | 689      | 340      | 13       | 1074    | 16,3 %     |
| Bayern                 | 9       | 34       | 683      | 507      | 28       | 1261    | 19,2 %     |
| Berlin                 | 4       | 9        | 75       | 61       | 9        | 158     | 2,4 %      |
| Brandenburg            | 1       | 8        | 119      | 74       | 2        | 204     | 3,1 %      |
| Bremen                 | 1       | 4        | 17       | 22       | 1        | 45      | 0,7 %      |
| Hamburg                | 4       | 12       | 27       | 49       | 9        | 101     | 1,5 %      |
| Hessen                 | 6       | 16       | 212      | 138      | 6        | 374     | 5,7 %      |
| Mecklenburg-Vorpommern | 1       | 3        | 121      | 119      | 9        | 253     | 3,8 %      |
| Niedersachsen          | 3       | 15       | 394      | 256      | 11       | 679     | 10,3 %     |
| Nordrhein-Westfalen    | 15      | 38       | 616      | 363      | 8        | 1.040   | 15,8 %     |
| Rheinland-Pfalz        | 2       | 29       | 306      | 124      | 2        | 463     | 7,0 %      |
| Saarland               | 0       | 11       | 39       | 18       | 1        | 69      | 1,0 %      |
| Sachsen                | 3       | 2        | 148      | 127      | 5        | 285     | 4,3 %      |
| Sachsen-Anhalt         | 0       | 1        | 61       | 39       | 1        | 102     | 1,5 %      |
| Schleswig-Holstein     | 4       | 9        | 159      | 98       | 12       | 282     | 4,3 %      |
| Thüringen              | 0       | 6        | 123      | 61       | 2        | 192     | 2,9 %      |
| Deutschland            | 54      | 224      | 3.789    | 2.396    | 119      | 6.582   | 100,0 %    |
| Relative Häufigkeit    | 0,8 %   | 3,4 %    | 57,6 %   | 36,4 %   | 1,8 %    | 100,0 % |            |